# Nasrabad (Esfahan)
Nasrābād (farsi نصراباد) è una città dello shahrestān di Esfahan, nella Provincia di Esfahan. 